# Mus booduga
Espèce
Synonymes
- Mus (Mus) booduga (Gray, 1837)[2]
- Mus albidiventris Blyth, 1852[3]
- Mus fulvidiventris Blyth, 1852[3]
- Mus lepidoides (Fry, 1931)[3]
- Mus weragami (Deraniyagala, 1965)[3]

Statut de conservation UICN

 LC  : Préoccupation mineure
Mus booduga est une espèce de rongeurs de la famille des Muridae.

## Répartition et habitat
Mus booduga est présente au Pakistan, en Inde, au Sri Lanka, au Népal, au Bangladesh et en Birmanie. Elle vit dans la forêt tropicale sèche et dans les cultures irriguées. 